# 芽菜雞

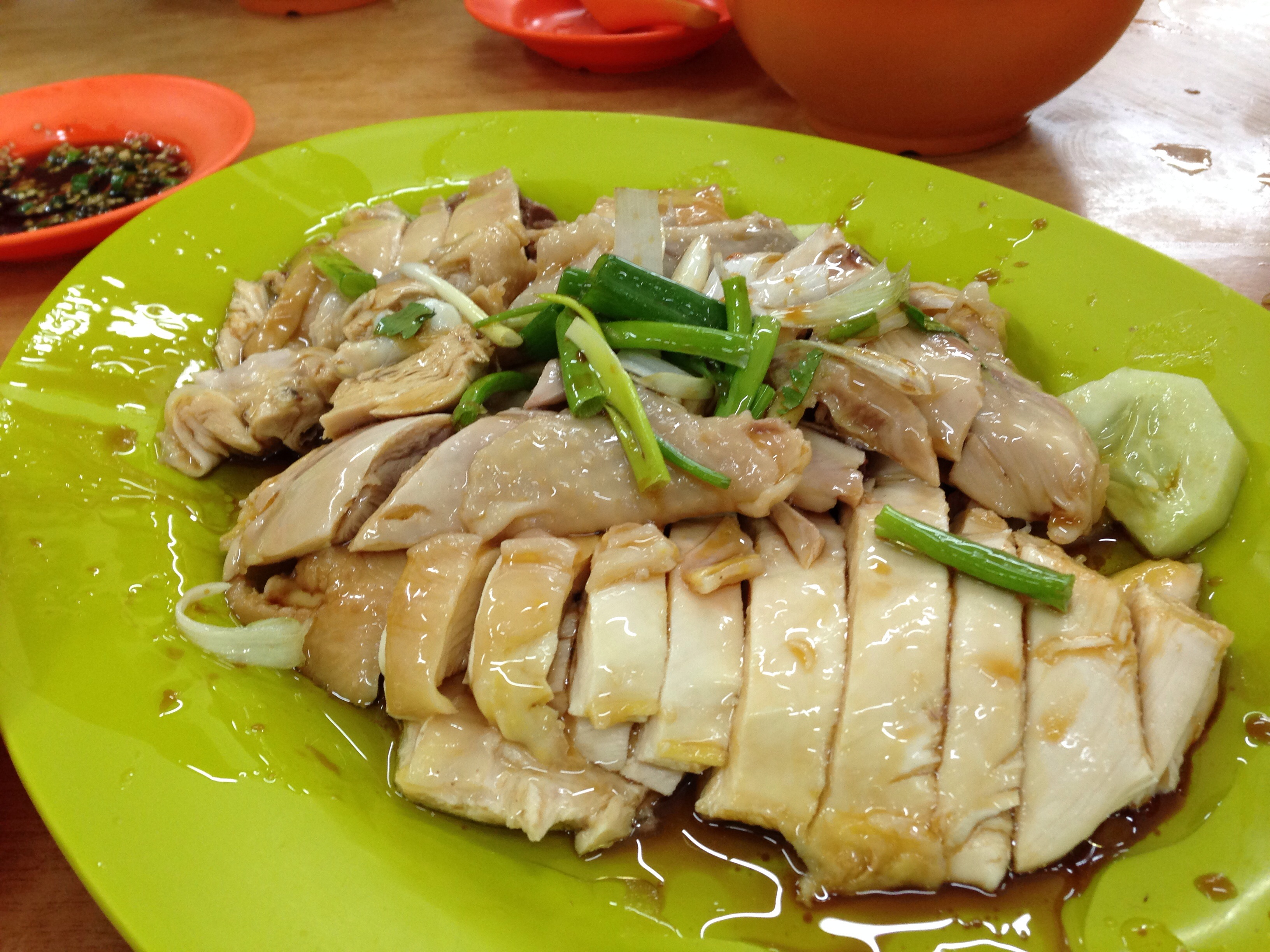
搭配芽菜雞所販售的白斬雞

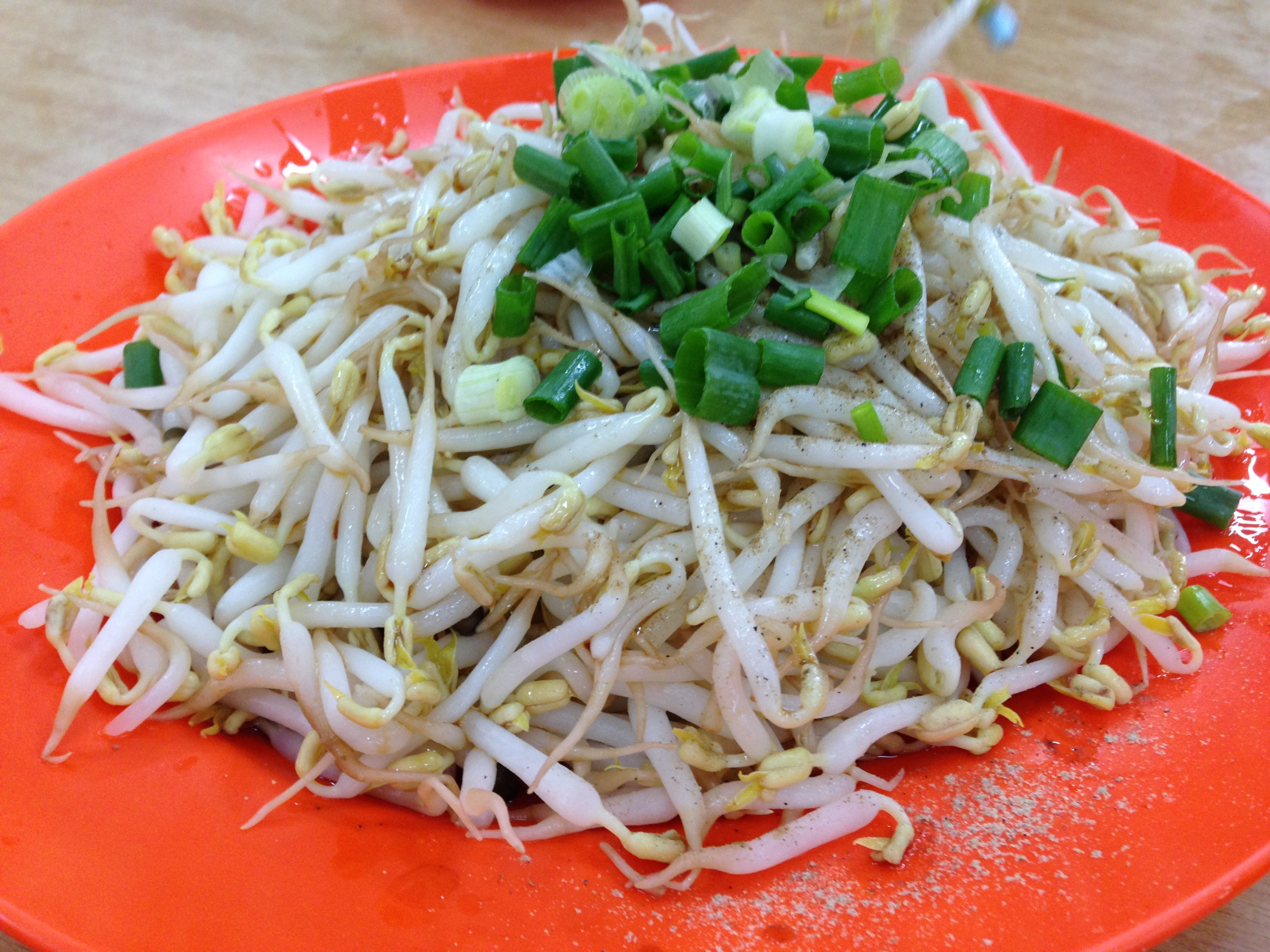
搭配芽菜雞所販售的芽菜

芽菜雞是馬來西亞怡保（Ipoh）舊街場的代表性美食，這道料理的特色是將雞、豆芽和沙河粉分別上桌，而並非組合在一個盤子內。

## 雞絲河粉

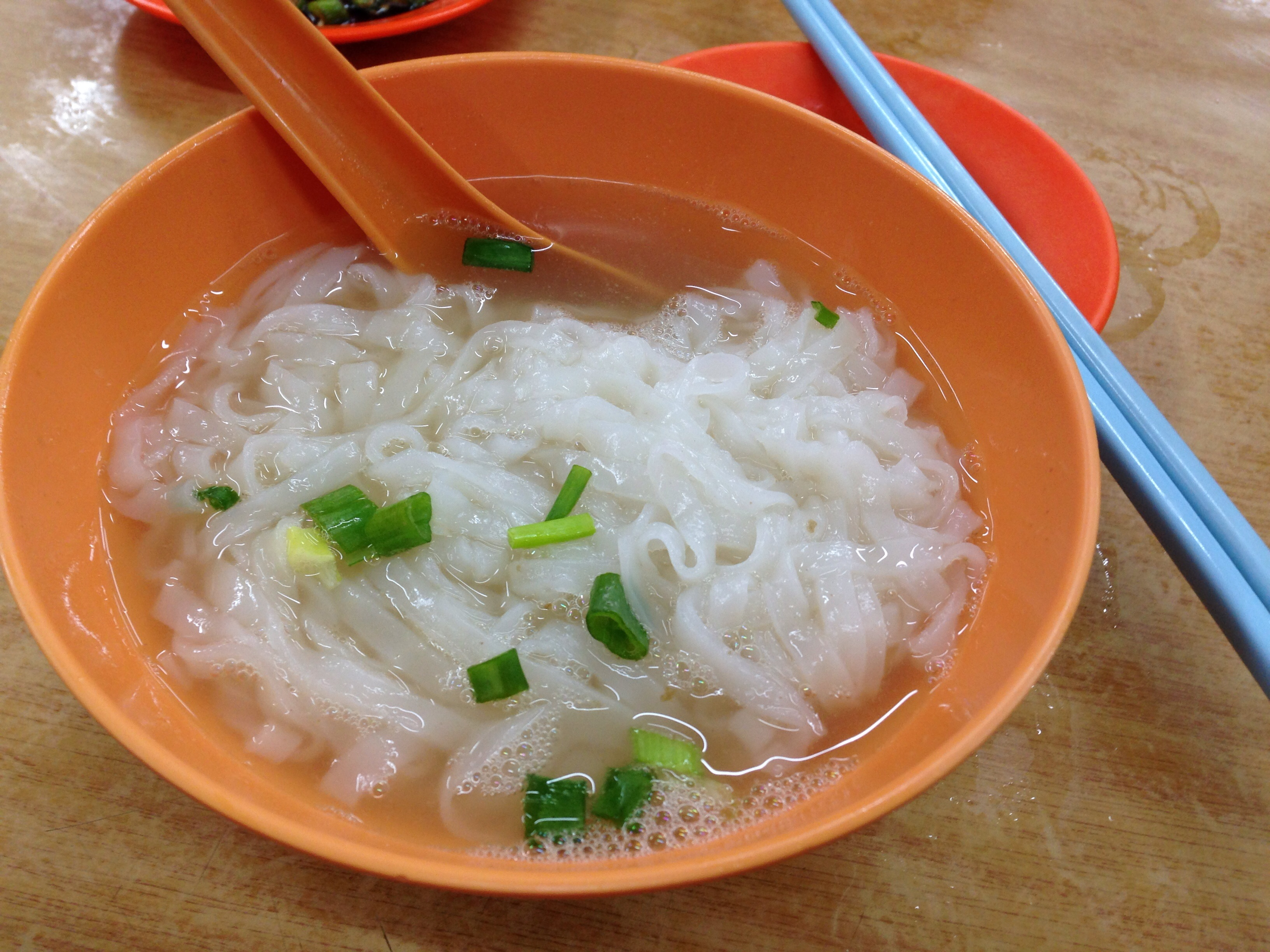
沙河粉

怡保為馬來西亞霹靂州的首府，早期以盛產錫而盛名，因此又被稱為——“錫都”。在英殖民時期，怡保吸引了大量來自廣東和客家的移民前來開採錫礦，因為思鄉情懷之下，他們開始製作源自廣東沙河鎮（今廣州市天河區）的河粉。這些廣東移民挑起扁擔，在市區內開始賣起用老母雞湯頭熬製，加上雞絲的雞絲河粉。因為怡保的泉水富含礦物質，使得這裡製作的河粉特別香滑嫩口，所以造成怡保的沙河粉名氣大聲。後期隨著怡保經濟狀況的好轉，有些商家開始利用附近大河所盛產的大頭蝦，取其蝦殼蝦頭爆香，再加上老母雞雞湯一起熬製，配上鮮蝦幾隻，成為具有怡保特色的“紅油”雞絲河粉。不過自70年代起，開始流行雞絲河粉搭配芽菜的吃法，漸漸使得目前怡保老街場所販售芽菜雞的店家只會搭配清湯沙河粉、白斬雞和芽菜，不再提供雞絲河粉了。

## 芽菜、雞
怡保被蒂迪旺沙山脈（Banjaran Titiwangsa）所環繞，地下水因石灰岩的關係，富含礦物質，使得利用當地山泉水所培育的豆芽菜特別粗大且爽脆可口。這些芽菜多產至於怡保附近的文冬新村，因此當地又被稱為“芽菜的故鄉”，若用自來水來培植，則是無法形成怡保芽菜粗短脆口的特別口感。
在50至60年代，當地販售雞絲河粉的攤販為了增加菜色，使用當地生產的芽菜，汆燙後拌上雞油和醬油，再撒些胡椒粉，作為招攬生意的小菜。除了芽菜外，其他小菜還包括白斬雞、豬肉丸湯，或者滷雞腳、冬菇等。隨著怡保市民消費能力的增加，大家在點雞絲河粉時，都會搭配其他的小菜，漸漸地這種吃法開始在怡保流行。在70、80年代間，芽菜和白斬雞已成為主角，而雞絲河粉逐漸演變成沒有雞絲和蝦子的清湯沙河粉，形成了目前怡保芽菜雞獨特的上菜方式。消費者在使用芽菜雞時，也會搭配豬肉丸、魚丸、水餃等配菜，河粉也換成是海南雞飯所使用的油飯。

## 另見
- 雞絲河粉
- 白斬雞
- 海南雞飯

## 資料來源
- 尋找芽菜雞的身世[永久]
- 老黃芽菜雞沙河粉 （页面存档备份，存于）
- 盧覓雪大啖咬怡保名物芽菜雞 （页面存档备份，存于）